# Ремзіє Тарсінова-Баккал
Ремзіє Усеінівна Тарсінова, до шлюбу Баккал (крим. Remziye Üsein qızı Tarsinova, Ремзие Усеин къызы Тарсинова; нар. 9 грудня 1926, Сімферополь — 7 квітня 2021) — радянська таджицька, кримськотатарська та українська танцюристка, балетмейстерка. Художня керівниця ансамблю «Хайтарма» (1992—2016). Народна артистка Таджицької РСР (1983). Заслужена артистка України (2020).

## Біографія
Народилася 9 грудня 1926 року в Сімферополі. Батько — танцюрист і балетмейстер Усеін Баккал (1897—1973). Мати — піаністка Зоре Ізмайлова. Сестри — Пакізе, Тамілла і Рушена.
Почала займатися танцями в 5 років. Навчалася в дитячій студії танцю Сімферополя у В. Харченка. Закінчила Сімферопольську балетну студію. Педагог — Костянтин Семенович Бек, педагоги — балетмейстери У. Баккал, Г. Вахабзаде. Під час депортації кримських татар в 1944 році родина була вислана в Таджицьку РСР. З 1947 по 1960 рік — працювала в музично-драматичному театрі ім. А. Пушкіна в Худжанд (раніше Ленінабад), де головним балетмейстером був її батько. На початку була солісткою, а потім стала головною балетмейстеркою. Поставила танці до вистав «Лейла і Меджнун», «Фархад і Ширін», «Камол Хучанді», «Пропаща пані».
У 1975 році почала створювати танцювальні програми для кримськотатарського ансамблю « Хайтарма». Від 1978 року була кураторкою згаданого ансамблю в Ташкенті. Поставила танці «Піццикато», «Золотий журавель», сюїту «Травень», вокально-хореографічну сюїту «Увечері на весіллі», танцювальну композицію «В єдиній сім'ї», танці «Хайтарма Богдана», «Танець з хустками».
У 1977–89 роках брала участь у підготовці та проведенні в Таджикистані свят «Сім кольорів райдуги», «Радість», «Свято Врожаю», «Пісня Рудакі», «Великий Авіценна».
Виступала на відкритті літніх Олімпійських ігор 1980 року в складі колективу з 250 осіб.
У 1989 році повернулася в Крим. Почала ставити танці для кримськотатарського театру і ансамблю «Кирим». З 1992 року — художній керівник і головний балетмейстер ансамблю «Хайтарма» при Євпаторійському відділенні Кримської державної філармонії. У червні 2016 року була звільнена з посади художньої керівниці ансамблю. Її останньою постановкою стала вокально-хореографічна композиція «Бахчисарай-Хансарай».
Авторка книги «З танцем по життю» (2018).
Померла Ремзіє Тарсінова-Баккал 7 квітня 2021 року. Похована на цвинтарі Абдал.

## Твори
Ремзіє Тарсіновою-Баккал поставлені танці до вистав: «Ходжа Насреддін», «Торговець з аршином», «Весілля», «Кримські ескізи», «Чотири дівчини», «Нариц», «Ай-Петрі», «Вогні Сходу», «Степові візерунки», «Барви Криму», «Сніговий буран», «Дівочі візерунки».

## Нагороди та звання
- Заслужена артистка України (21 серпня 2020) — за значний особистий внесок у державне будівництво, соціально-економічний, науково-технічний, культурно-освітній розвиток України, вагомі трудові здобутки та високий професіоналізм[10]
- Заслужена артистка Таджицької РСР (1961)[2]
- Народна артистка Таджицької РСР (1983)
- Почесна грамота Верховної Ради Таджикистану (1963 і 1970)
- Медаль «Відмінник мистецтв» (1977)
- Медаль «Ветеран праці» (1977)
- Медаль «За доблесну працю» (6 березня 2017)[11]
- Лауреат Державної премії Криму (1996)[12]
- Почесна грамота «Олімп-80» (1980)
- Почесна грамота Верховної Ради АР Крим (2000)
- Значок «За активну роботу» Міністерства культури СРСР[5]